# Lijst van voetbalinterlands Duitsland - Noorwegen
Deze lijst van voetbalinterlands is een overzicht van alle officiële voetbalwedstrijden tussen de nationale teams van (West-)Duitsland en Noorwegen. De landen hebben tot op heden 22 keer tegen elkaar gespeeld. De eerste ontmoeting was een vriendschappelijke wedstrijd in Hamburg op 4 november 1923. Het laatste duel, een kwalificatiewedstrijd voor het Wereldkampioenschap voetbal 2018, vond plaats op 4 september 2017 in Stuttgart.

## Wedstrijden
| №  | Plaats      | Datum             | Competitie           | Wedstrijd                  | Uitslag |
| -- | ----------- | ----------------- | -------------------- | -------------------------- | ------- |
| 1  | Hamburg     | 4 november 1923   | Vriendschappelijk    | Duitsland − Noorwegen      | 1 − 0   |
| 2  | Kristiania  | 15 juni 1924      | Vriendschappelijk    | Noorwegen − Duitsland      | 0 − 2   |
| 3  | Hamburg     | 23 oktober 1927   | Vriendschappelijk    | Duitsland − Noorwegen      | 6 − 2   |
| 4  | Oslo        | 23 september 1928 | Vriendschappelijk    | Noorwegen − Duitsland      | 0 − 2   |
| 5  | Breslau     | 2 november 1930   | Vriendschappelijk    | Duitsland − Noorwegen      | 1 − 1   |
| 6  | Oslo        | 21 juni 1931      | Vriendschappelijk    | Noorwegen − Duitsland      | 2 − 2   |
| 7  | Maagdenburg | 5 november 1933   | Vriendschappelijk    | Duitsland − Noorwegen      | 2 − 2   |
| 8  | Oslo        | 27 juni 1935      | Vriendschappelijk    | Noorwegen − Duitsland      | 1 − 1   |
| 9  | Berlijn     | 7 augustus 1936   | OS 1936              | Duitsland − Noorwegen      | 0 − 2   |
| 10 | Berlijn     | 24 oktober 1937   | Vriendschappelijk    | Duitsland − Noorwegen      | 3 − 0   |
| 11 | Oslo        | 22 juni 1939      | Vriendschappelijk    | Noorwegen − Duitsland      | 0 − 4   |
| 12 | Oslo        | 19 augustus 1953  | WK 1954 kwalificatie | Noorwegen − West-Duitsland | 1 − 1   |
| 13 | Hamburg     | 22 november 1953  | WK 1954 kwalificatie | West-Duitsland − Noorwegen | 5 − 1   |
| 14 | Karlsruhe   | 16 november 1955  | Vriendschappelijk    | West-Duitsland − Noorwegen | 2 − 0   |
| 15 | Oslo        | 13 juni 1956      | Vriendschappelijk    | Noorwegen − West-Duitsland | 1 − 3   |
| 16 | Keulen      | 19 november 1966  | Vriendschappelijk    | West-Duitsland − Noorwegen | 3 − 0   |
| 17 | Oslo        | 22 juni 1971      | Vriendschappelijk    | Noorwegen − West-Duitsland | 1 − 7   |
| 18 | Oslo        | 12 mei 1982       | Vriendschappelijk    | Noorwegen − West-Duitsland | 2 − 4   |
| 19 | Oslo        | 14 november 1999  | Vriendschappelijk    | Noorwegen − Duitsland      | 0 − 1   |
| 20 | Düsseldorf  | 11 februari 2009  | Vriendschappelijk    | Duitsland − Noorwegen      | 0 − 1   |
| 21 | Oslo        | 4 september 2016  | WK 2018 kwalificatie | Noorwegen − Duitsland      | 0 − 3   |
| 22 | Stuttgart   | 4 september 2017  | WK 2018 kwalificatie | Duitsland − Noorwegen      | 6 − 0   |

## Samenvatting
| Competitie        | Totaal gespeeld | Winst Duitsland | Gelijk | Winst Noorwegen | Doelsaldo Duitsland – Noorwegen |
| ----------------- | --------------- | --------------- | ------ | --------------- | ------------------------------- |
| WK-kwalificatie   | 4               | 3               | 1      | 0               | 15 − 2                          |
| Olympische Spelen | 1               | 0               | 0      | 1               | 0 − 2                           |
| Vriendschappelijk | 17              | 12              | 4      | 1               | 44 − 13                         |
| Totaal            | 22              | 15              | 5      | 2               | 59 − 17                         |

Wedstrijden bepaald door strafschoppen worden, in lijn met de FIFA, als een gelijkspel gerekend.

## Details

### 21ste ontmoeting
| WK 2018 kwalificatie (Oslo, Noorwegen, 4 september 2016): |       |                                                        |
| Noorwegen                                                 | 0 – 3 | Duitsland                                              |
|                                                           | goals | 15' Thomas Müller 45' Joshua Kimmich 60' Thomas Müller |